# 任慧
任慧（1983年8月11日—），黑龙江人，中国女子速度滑冰运动员。她曾在2006年冬奥会上获得一块铜牌。